# Flash mob
Flash mob je skupina ljudi koja se iznenada sastaje na dogovorenom mjestu, izvede neobični i naizgled besmisleni performans (svi istovremeno otvore kišobrane, svi legnu na pod...) u kratkom vremenu, a zatim se raziđu. Obično su ciljevi zabava, satira ili umjetnički performans. Flash mob se organizira putem telekomunikacijskih tehnologija – mobilni telefoni, SMS, e-mailovi, Facebook...
Izraz, skovan 2003., općenito se ne primjenjuje na događaje i izvedbe organizirane u političke svrhe (kao što su prosvjedi), komercijalne reklame, reklamne trikove koji uključuju tvrtke za odnose s javnošću ili plaćene profesionalce. U ovim slučajevima planirane namjene za dotičnu društvenu aktivnost često se umjesto toga koristi termin "smart mobs" (pametne rulje).
Izraz "flash mob" ili u doslovnom prijevodu "bljeskovita pljačka" je referenca na način na koji se okupljaju flash mobovi, korišten je za opisivanje niza pljački i napada koje su iznenada počinile skupine tinejdžera. Bill Wasik, začetnik prvih flash mobova, i brojni drugi komentatori doveli su u pitanje ili se usprotivili korištenju "flash moba" za opisivanje kriminalnih radnji.

## Povijest

### Prvi flash mob
Prve flash mobove je kreirao Bill Wasik na Manhattanu 2003. godine, viši urednik Harper's Magazinea. Prvi pokušaj je bio neuspješan nakon što je ciljanoj maloprodajnoj trgovini dojavljeno da se ljudi planiraju okupiti. Wasik je izbjegao takve probleme tijekom prvog uspješnog flash moba, koji se dogodio 17. lipnja 2003., u robnoj kući Macy's, poslavši sudionike u preliminarna mjesta za postavljanje - u četiri bara na Manhattanu - gdje su dobili daljnje upute o konačnom događaju i lokaciji neposredno prije događaj je započeo.
Više od 130 ljudi skupilo se na odjelu za tepihe na devetom katu trgovine, okupivši se oko skupog tepiha. Svakome kome se obratio pomoćnik prodaje savjetovano je da kaže da sakupljači žive zajedno u skladištu na periferiji New Yorka, da kupuju "ljubavni tepih" i da sve odluke o kupnji donose kao grupa. Potom je 200 ljudi preplavilo predvorje hotela Hyatt u sinkroniziranom pljesku u trajanju od oko 15 sekundi, a u butik cipela u SoHou upali su sudionici koji su se pretvarali da su turisti na izletu autobusom.
Wasik je tvrdio da je stvorio flash mobove kao društveni eksperiment osmišljen kako bi ismijavao hipije i istaknuo kulturnu atmosferu konformizma i želje da se bude insajder ili dio "sljedeće velike stvari". Vancouver Sun je napisao: "Možda mu se to obrušilo... [Wasik] je možda umjesto toga na kraju dao sukladnosti vozilo koje mu je omogućilo da izgleda nesukladno.U drugom intervjuu rekao je da je "mafija započela kao vrsta razigranog društvenog eksperimenta koji bi trebao potaknuti spontanost i velika okupljanja koja bi privremeno preuzela komercijalna i javna područja jednostavno kako bi pokazala da mogu.

### Prethodnici i nasljednici
U Tasmaniji u 19. stoljeću izraz flash mob korišten je za opisivanje subkulture koja se sastojala od zatvorenica, na temelju izraza flash language za žargon koji su te žene koristile. Australski izraz flash mob iz 19. stoljeća odnosio se na segment društva, a ne na događaj, i nije pokazao nikakve druge sličnosti s modernim izrazom flash mob ili događajima koje on opisuje.
Godine 1973. priča Larryja Nivena "Flash Crowd" opisuje koncept sličan flash mobovima. S izumom popularne i vrlo jeftine teleportacije, svađa u trgovačkom centru—koju slučajno pokriva novinarska ekipa—brzo preraste u pobunu. U priči, emitiranje privlači pozornost drugih ljudi, koji koriste široko dostupnu tehnologiju teleportacijske kabine kako bi pregazili prvo taj događaj—tako pojačavajući pobunu—a zatim druge događaje kako se događaju. Komentirajući društveni učinak takvih gomila, jedan lik (artikulirajući policijski stav) kaže: "Zovemo ih brzim gomilama i pazimo na njih." U povezanim kratkim pričama oni se navode kao glavna lokacija za odvijanje ilegalnih aktivnosti (kao što su džeparenje i pljačka). Lev Grossman sugerira da je naslov priče izvor izraza "flash mob".
Flash mobovi su započeli kao oblik performansa.  Iako su započeli kao apolitičan čin, flash mobovi mogu imati površne sličnosti s političkim demonstracijama. U 1960-ima, grupe kao što su Yippies koristile su ulično kazalište kako bi izložile javnost političkim pitanjima. Flash mobovi se mogu promatrati kao specijalizirani oblik pametne rulje (smart mob), termin i koncept koji je predložio autor Howard Rheingold u svojoj knjizi iz 2002. Smart Mobs: The Next Social Revolution.

### Korištenje pojma
Prva dokumentirana uporaba izraza flash mob kako se danas razumije bila je 2003. godine u blogu objavljenom nakon Wasikovog okupljanja. Izraz je inspiriran ranijim izrazom smart mob.
Flash mob je dodan u 11. izdanje Concise Oxford English Dictionary 8. srpnja 2004., gdje ga je zabilježio kao "neobičnu i besmislenu radnju" odvajajući ga od drugih oblika smart mobova kao što su izvedbe, prosvjedi i drugo okupljanja. Također priznate imenične izvedenice su flash mobber i flash mobbing. Webster's New Millennium Dictionary of English definira flash mob kao "skupinu ljudi koji se organiziraju na internetu, a zatim se brzo okupe na javnom mjestu, učine nešto bizarno i raziđu se.Ova je definicija u skladu s izvornom upotrebom riječi termin; međutim, i mediji i promotori kasnije su upotrijebili taj izraz za označavanje bilo kojeg oblika pametne gomile, uključujući političke prosvjede; kolaborativni internetski napad uskraćivanjem usluge; suradničku demonstraciju superračunala; i promotivne nastupe od strane pop glazbenika.Tisak je također koristio izraz flash mob za označavanje prakse u Kini gdje se grupe kupaca putem interneta dogovaraju o susretu u trgovini kako bi sklopile kolektivni ugovor.

## Pravno gledište
Grad Brunswick (Njemačka), zaustavio je flash mobove striktnom provedbom već postojećeg zakona koji zahtijeva dozvolu za korištenje bilo kojeg javnog prostora za događaj. U Ujedinjenom Kraljevstvu, brojni flash mobovi su zaustavljeni zbog zabrinutosti za javno zdravlje i sigurnost. Britanska prometna policija pozvala je organizatore flash moba da se "suzdrže od održavanja takvih događaja na željezničkim postajama". 

## Sociološko gledište
Fenomen Flash moba u sociologiji ubraja u oblike društvenih okupljanja, djelovanja i ponašanja koje se naziva "konvergirajućim kolektivnim ponašanjem" (lat. convergere - približavati se uzajamno, pren. težiti istom cilju) i objašnjava se kao gomila koja se okuplja bez najave, bez očita razloga i nakon izvedbe potpuno besmislenog čina, razilazi nakon nekoliko minuta.
Iako bi se prema određenju pojma Flash mob gomila koja ga izvodi trebala ući u kategoriju "slučajne gomile", jer traje krako i nastaje spontano, jer se fenomen uglavnom dogovara putem društvenih mreža, foruma i sl. gomila koja sudjeluje u njemu smatra se "konvencionalnom gomilom", jer se okuplja planirano (dogovorno) i regulirano (sam čin okupljanja traje nekoliko minuta). No, gomila koja stvara Flash mob ima i obilježja "eksprezivne gomile", okuplja se zbog želje za uzbuđenjem ili užitkom te "aktivne gomile", jer je pozornost sudionika (gomile) usmjerena na točno određeni cilj.

## Litaretura
- Fanunko, Nenad. Sociologija - udžbenik za gimnazije, Profil: Zagreb, 2013. (19. izdanje) ISBN 953-200-125-5

## Vanjske poveznice
- MashFlob :: The Worldwide Flashmob Community
- Flashmob Documentary Podcast